# 錫維爾
50°13′4″N 26°27′39″E / 50.21778°N 26.46083°E

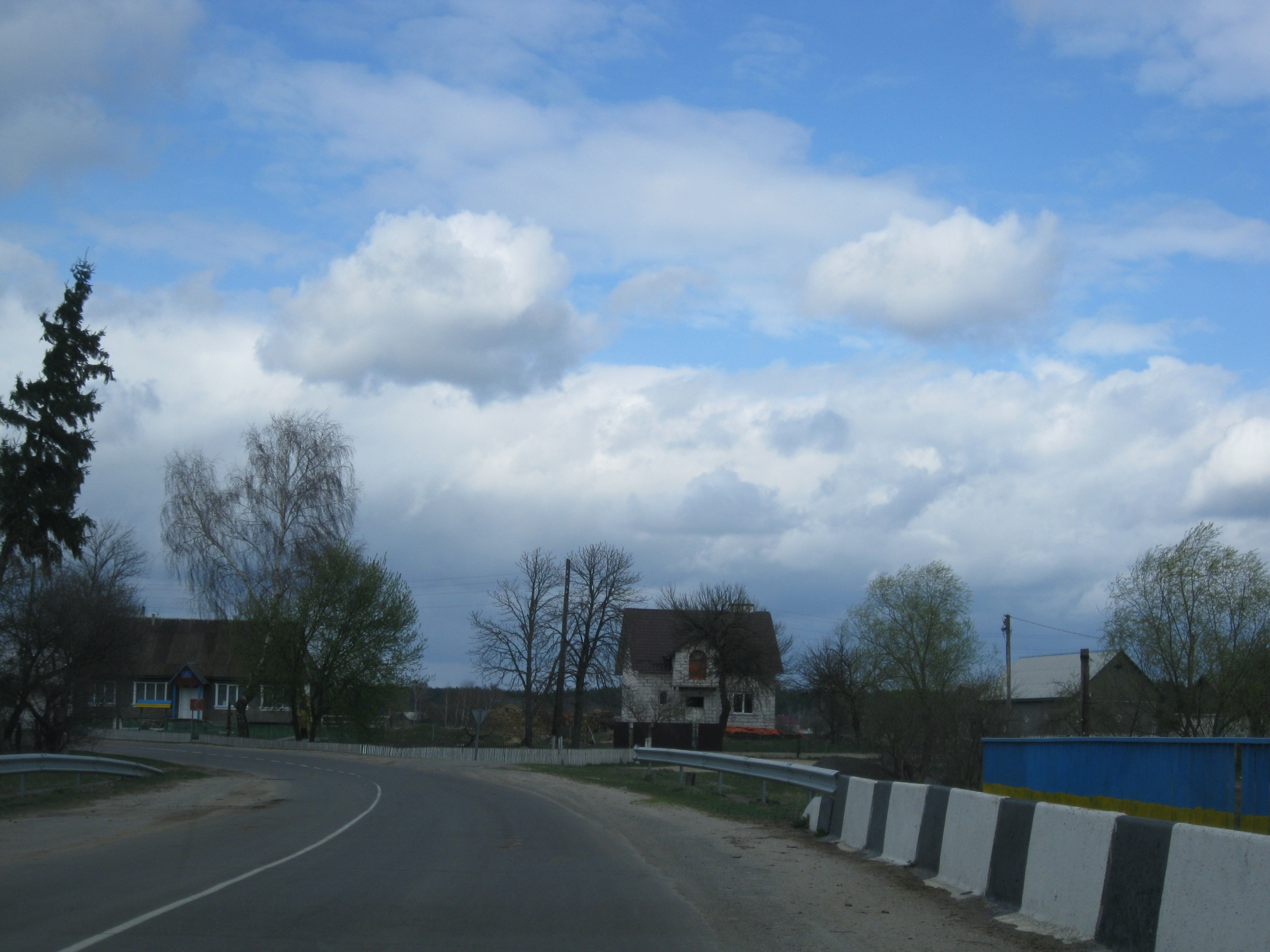

錫維爾（羅馬化：Syvir）是烏克蘭西部的村莊，隸屬赫梅利尼茨基州的舍佩蒂夫卡區。該村處於胡蒂斯卡河畔，始建於1834年，面積0.45平方公里，海拔高度211米，2001年人口151。